# Flurtjärnen, Dalarna
Flurtjärnen är en sjö i Mora kommun i Dalarna och ingår i Ljusnans huvudavrinningsområde.